# Aritao
Aritao là một đô thị hạng 3 ở tỉnh Nueva Vizcaya, Philippines. Theo điều tra dân số năm 2007, đô thị này có dân số 34.206 người trong 6.276 hộ. 

## Barangay
Aritao được chia thành 22 barangay.
| - Banganan - Beti - Bone North - Bone South - Calitlitan - Comon - Cutar - Darapidap - Kirang - Nagcuartelan - Poblacion | - Santa Clara - Tabueng - Tucanon - Anayo - Baan - Balite - Canabuan - Canarem - Latar-Nocnoc-San Francisco - Ocao-Capiniaan - Yaway |